# Tegecoelotes secundus
Tegecoelotes secundus är en spindelart som först beskrevs av Paik 1971.  Tegecoelotes secundus ingår i släktet Tegecoelotes och familjen mörkerspindlar. Inga underarter finns listade i Catalogue of Life.